# Fêtes et jours fériés à Chypre
Les fêtes et jours fériés à Chypre sont d'après le site d'informations officiel du gouvernement de quatre jours, observés par toutes les communautés, les autres sont observés légalement selon chaque communauté nationale ou religieuse.
Les jours fériés, les bus circulent selon un horaire du dimanche.

## Récapitulatif
| Date        | Nom français                                        | Nom local                              | Notes |
| ----------- | --------------------------------------------------- | -------------------------------------- | --- |
| 1er janvier | Jour de l'an                                        | Πρωτοχρονιά                            | |
| 6 janvier   | Épiphanie                                           | Θεοφάνεια                              | Fête religieuse (observée par les orthodoxes grecs et les catholiques).                                                                                                   |
| date mobile | Lundi vert                                          | Καθαρά Δευτέρα                         | Fête religieuse (observée par les orthodoxes grecs, les catholiques et les arméniens). 50 jours avant la Pâques Orthodoxe grecque.                                        |
| 25 mars     | Jour de l'Indépendance grecque                      | Ημέρα της Ελληνικής Ανεξαρτησίας       | Commémoration de la révolution de 1821, instaurée en 1838. |
| 1er avril   | Fête de l'EOKA/Fête nationale chypriote             | Εθνική Ημέρα Κύπρου                    | Fête communautaire (observée par les orthodoxes grecs, les catholiques et les arméniens) (1955-1959).                                                                     |
| date mobile | Pâques                                              |                                        | Dimanche de Pâques catholique |
| date mobile | Vendredi saint (orthodoxe)                          | Μεγάλη Παρασκευή                       | Fêtes religieuses (observée par les orthodoxes grecs, les catholiques, les protestants et les arméniens).                                                                 |
| date mobile | Samedi saint (orthodoxe)                            | Μεγάλο Σάββατο                         | |
| date mobile | Pâques (orthodoxe)                                  | Κυριακή του Πάσχα                      | |
| date mobile | Lundi de Pâques                                     | Δευτέρα του Πάσχα                      | |
| date mobile | Mardi de Pâques                                     | Великодній вівторок                    | |
| 1er mai     | Fête du travail                                     | Εργατική Πρωτομαγιά et Işçiler bayramı | |
| date mobile | Lundi de Pentecôte (Kataklysmos)                    | Kataklysmos                            | Fêtes religieuses (observées par les orthodoxes grecs). |
| 15 août     | Dormition de la Très Sainte Mère de Dieu/Assomption | Κοίμηση της Θεοτόκου                   | |
| 1er octobre | Fête de l'indépendance de Chypre                    | Ημέρα ανεξαρτησιάς                     | Observée depuis 1960 |
| 28 octobre  | Fête nationale grecque/Jour du Non                  | Επέτειος του Όχι                       | Fête communautaire (observée par les orthodoxes grecs, les catholiques et les arméniens). Rejet de l'ultimatum de Mussolini et retrait des troupes italiennes en Albanie. |
| 24 décembre | Réveillon de Noël                                   | Παραμονή Χριστουγέννων                 | |
| 25 décembre | Noël                                                | Χριστούγεννα                           | Fête religieuse (observée par les orthodoxes grecs, les catholiques, les protestants et les arméniens).                                                                   |
| 26 décembre | Boxing Day                                          | Δεύτερη μέρα Χριστουγέννων             | |